# ジェームズ・マカヴォイ
ジェームズ・マカヴォイ（James McAvoy, 1979年4月21日 - ）は、スコットランドの俳優。「ミドルネームは持っていない」とインタビューで答えているが一部ではミドルネームがアンドリュー (Andrew) と記載されていることにも言及している。身長170cm。

## 生い立ち
グラスゴーにて、建築業者の父親ジェームズ・マカヴォイ・シニア (James McAvoy Sr.) と精神医科の看護師である母親エリザベス・“リズ”・マカヴォイ (Elizabeth "Liz" McAvoy) のもとに生まれる。7歳の時に両親が離婚し、母方の祖父母のもとで育つ。
母親は離婚後に元の姓であるジョンストン (Johnstone) に戻している。
妹のジョイ (Joy) は歌手。
カトリック系の学校を卒業後、ロイヤル・スコティッシュ・アカデミー（Royal Scottish Academy of Music and Drama）で演技を学ぶ。
2018年1月18日、グラスゴーで母親のエリザベスが長い闘病の末に 59歳で他界。

## キャリア
1995年に『The Near Room』で映画デビュー。20歳の時にロンドンに移る。住まいをオーストラリア人の俳優 ジェシー・スペンサーとシェアしていた。主にイギリス国内のテレビや舞台で活躍してきた。
2005年公開の『ナルニア国物語/第1章: ライオンと魔女』のタムナス役で国際的に知られるようになる。この年の英国アカデミー賞ライジング・スター賞を受賞する。2006年には『ラストキング・オブ・スコットランド』で、英国アカデミー賞 助演男優賞及びヨーロッパ映画賞主演男優賞にノミネートされる。
2007年公開の『つぐない』でゴールデングローブ賞 主演男優賞（ドラマ部門）にノミネートされ、ロンドン映画批評家協会賞英国主演男優賞を受賞した。
2008年公開の、アンジェリーナ・ジョリー主演『ウォンテッド』に準主役に抜擢、世界的に認知されて有名俳優の仲間入りを果たした。

## 私生活
2006年10月にコメディドラマで共演した女優のアンヌ＝マリー・ダフと結婚。2010年に息子のブレンダン(Brendan) が誕生したが、2016年5月13日に離婚を申請したことを発表。
大のフットボール好きで、セルティックFCのファンであり、2006年のUEFAチャンピオンズリーグでは出席していたトロント国際映画祭を抜けてパブに試合を観に行ったほどである（当時在籍中の中村俊輔の決勝ゴールを目にしている）。
また、かつての名選手ジミー・ジョンストンを演じるのが夢だとも語っている。

## フィルモグラフィ
※役名の太字表記は主演。

### 映画

#### 劇場公開映画
| 年   | 題名                                                                                                | 役名                                     | 備考                                       | 吹替               |
| ---- | --------------------------------------------------------------------------------------------------- | ---------------------------------------- | ------------------------------------------ | ------------------ |
| 1995 | The Near Room                                                                                       | ケヴィン                                 |                                            | N/A                |
| 1997 | Regeneration                                                                                        | アンソニー・バルフォー                   | N/A                                        |                    |
| 2001 | ザ・ブルー Swimming Pool - Der Tod feiert mit                                                       | マイク                                   |                                            |                    |
| 2002 | Bollywood Queen                                                                                     | ジェイ                                   | N/A                                        |                    |
| 2003 | Bright Young Things                                                                                 | サイモン                                 | N/A                                        |                    |
| 2004 | ウィンブルドン Wimbledon                                                                            | カール・コルト                           |                                            |                    |
| 2004 | ダンシング・インサイド/明日を生きる Inside I'm Dancing                                              | ローリー・ジェラルド・オシェア           |                                            |                    |
| 2005 | ナルニア国物語/第1章: ライオンと魔女 The Chronicles of Narnia: The Lion, the Witch and the Wardrobe | タムナス                                 | 関智一                                     |                    |
| 2005 | Starter for 10                                                                                      | ブライアン・ジャクソン                   | N/A                                        |                    |
| 2006 | ラストキング・オブ・スコットランド The Last King of Scotland                                        | ニコラス・ギャリガン                     | 鳥海浩輔                                   |                    |
| 2006 | ペネロピ Penelope                                                                                   | ジョニー・マーティン / マックス          | 竹若拓磨                                   |                    |
| 2007 | ジェイン・オースティン 秘められた恋 Becoming Jane                                                   | トーマス・ルフロイ                       | 内田夕夜                                   |                    |
| 2007 | つぐない Atonement                                                                                  | ロビー・ターナー                         | 関智一                                     |                    |
| 2008 | ウォンテッド Wanted                                                                                 | ウェスリー・ギブソン                     | DAIGO（劇場公開版） 内田夕夜（BSテレ東版） |                    |
| 2009 | 終着駅 トルストイ最後の旅 The Last Station                                                          | ヴァレンタイン・ブルガーコフ             | 平川大輔                                   |                    |
| 2010 | 声をかくす人 The Conspirator                                                                        | フレデリック・エイキン                   | 水越健                                     |                    |
| 2011 | ノミオとジュリエット Gnomeo and Juliet                                                              | ノミオ・モンタギュー                     | 声の出演                                   | N/A                |
| 2011 | X-MEN:ファースト・ジェネレーション X-Men: First Class                                               | チャールズ・エグゼビア / プロフェッサーX |                                            | 内田夕夜           |
| 2011 | アーサー・クリスマスの大冒険 Arthur Christmas                                                       | アーサー・クリスマス                     | 声の出演                                   | ウエンツ瑛士       |
| 2013 | ビトレイヤー Welcome to the punch                                                                   | マックス・ルインスキー                   |                                            | 阪口周平           |
| 2013 | トランス Trance                                                                                     | サイモン                                 | 猪野学                                     |                    |
| 2013 | ラブストーリーズ コナーの涙 The Disappearance of Eleanor Rigby: Him                                 | コナー・ラドロー                         | （吹き替え版なし）                         |                    |
| 2013 | ラブストーリーズ エリナーの愛情 The Disappearance of Eleanor Rigby: Her                             | コナー・ラドロー                         | （吹き替え版なし）                         |                    |
| 2013 | フィルス Filth                                                                                      | ブルース・ロバートソン                   | （吹き替え版なし）                         |                    |
| 2014 | ザ・マペッツ2/ワールド・ツアー Muppets Most Wanted                                                  | UPS社員                                  | （吹き替え版なし）                         |                    |
| 2014 | X-MEN:フューチャー&パスト X-Men: Days of Future Past                                                | チャールズ・エグゼビア / プロフェッサーX | 内田夕夜                                   |                    |
| 2014 | The Disappearance of Eleanor Rigby: Them                                                            | コナー・ラドロー                         | N/A                                        |                    |
| 2015 | ヴィクター・フランケンシュタイン Victor Frankenstein                                                | ヴィクター・フランケンシュタイン         | 日本劇場未公開                             | 内田夕夜           |
| 2016 | X-MEN:アポカリプス X-Men: Apocalypse                                                                | チャールズ・エグゼビア / プロフェッサーX |                                            | 内田夕夜           |
| 2017 | スプリット Split                                                                                    | ケビン・ウェンデル・クラム / “群れ”      | 内田夕夜（ソフト版） 猪野学（機内上映版）  |                    |
| 2017 | アトミック・ブロンド Atomic Blonde                                                                  | デヴィッド・パーシヴァル                 | 内田夕夜                                   |                    |
| 2017 | 世界の涯ての鼓動 Submergence                                                                        | ジェームズ・ムーア                       | 日本公開は2019年                           | （吹き替え版なし） |
| 2018 | 名探偵シャーロック・ノームズ Sherlock Gnomes                                                        | ノミオ                                   | 声の出演 日本劇場未公開                    | 中村章吾           |
| 2018 | デッドプール2 Deadpool 2                                                                            | チャールズ・エグゼビア / プロフェッサーX | カメオ出演（クレジットなし）               | （台詞なし）       |
| 2019 | ミスター・ガラス Glass                                                                              | ケビン・ウェンデル・クラム / “群れ”      |                                            | 内田夕夜           |
| 2019 | X-MEN:ダーク・フェニックス X-Men: Dark Phoenix                                                      | チャールズ・エグゼビア / プロフェッサーX |                                            | 内田夕夜           |
| 2019 | IT/イット THE END “それ”が見えたら、終わり。 It Chapter Two                                         | ビル・デンブロウ                         | 細谷佳正                                   |                    |
| 2021 | My Son                                                                                              | エドモンド・マーレイ                     | 日本劇場未公開                             | N/A                |
| 2022 | ザ・バブル The Bubble                                                                               | 本人役                                   | カメオ出演                                 | 内田夕夜           |
| 2023 | ブック・オブ・クラレンス 嘘つき救世主のキセキ The Book of Clarence                                  | ポンテオ・ピラト                         | 日本劇場未公開                             | 内田夕夜           |
| 2024 | スピーク・ノー・イーブル 異常な家族 Speak No Evil                                                   | パトリック                               |                                            | 内田夕夜           |

#### テレビ映画
| 年   | 題名        | 役名                     |
| ---- | ----------- | ------------------------ |
| 2000 | Lorna Doone | サージェント・ブロクサム |
| 2002 | White Teeth | ジョシュ                 |
| 2004 | Shameless   | スティーヴ・マクブライド |

### テレビ
| 年        | 題名                                                 | 役名                       | 備考                            | 吹替                                                |
| --------- | ---------------------------------------------------- | -------------------------- | ------------------------------- | --------------------------------------------------- |
| 2001      | バンド・オブ・ブラザース Band of Brothers            | Pvt. ジェームズ・W・ミラー | ミニシリーズ、計1話出演         | TBA                                                 |
| 2002      | The Inspector Lynley Mysteries                       | ゴーワン・ロス             | 計1話出演                       | N/A                                                 |
| 2002      | 刑事フォイル Foyle's War                             | レイ・プリチャード         | 計1話出演                       | あべそういち                                        |
| 2005      | シェイクスピア21 ShakespeaRe-Told                    | ジョー・マクベス           | ミニシリーズ 『マクベス』に出演 |                                                     |
| 2003      | デューン/砂の惑星II Children of Dune                 | レト・アトレイデス二世     | ミニシリーズ、計3話出演         | 新垣樽助                                            |
| 2003      | Early Doors                                          | リアム                     | 計4話出演                       | N/A                                                 |
| 2003      | ステート・オブ・プレイ〜陰謀の構図〜 State of Play   | ダン・フォスター           | ミニシリーズ、計6話出演         | 平川大輔                                            |
| 2004-2005 | 恥はかき捨て Shameless                               | スティーブ・マクブライド   | シーズン1,2に出演               | （吹き替え版なし）                                  |
| 2018      | ウォーターシップ・ダウンのウサギたち Watership Down  | ヘイズル                   | 計4話声の出演                   | 小林親弘                                            |
| 2019-2022 | ダーク・マテリアルズ/黄金の羅針盤 His Dark Materials | アスリエル卿               | 計8話出演                       | 平川大輔（スター・チャンネル版） 関智一（U-NEXT版） |

## 日本語吹き替え
『ジェイン・オースティン 秘められた恋』以降、大半の作品で内田夕夜が担当している。
『世界の涯ての鼓動』では、映画本編の吹き替え版は作られなかったものの、マカヴォイの吹き替え声優として内田をナレーションに起用した日本版予告編が作られている。
このほかにも、平川大輔、関智一、猪野学、細谷佳正なども声を当てている。

## 授賞とノミネート
| 賞名                  | 年   | カテゴリー               | 作品名                                                           | 結果       |
| --------------------- | ---- | ------------------------ | ---------------------------------------------------------------- | ---------- |
| ゴールデングローブ賞  | 2007 | 主演男優賞（ドラマ部門） | 『つぐない』 Atonement                                           | ノミネート |
| MTVムービー・アワード | 2009 | 最優秀キスシーン賞       | 『ウォンテッド』 Wanted                                          | ノミネート |
| MTVムービー・アワード | 2017 | 最優秀演技賞（映画部門） | 『スプリット』 Split                                             | ノミネート |
| 英国アカデミー賞      | 2005 | ライジング・スター賞     | N/A                                                              | 受賞       |
| 英国アカデミー賞      | 2006 | 助演男優賞               | 『ラストキング・オブ・スコットランド』 The Last King of Scotland | ノミネート |
| 英国アカデミー賞      | 2007 | 主演男優賞               | 『つぐない』 Atonement                                           | ノミネート |
| ヨーロッパ映画賞      | 2007 | 最優秀男優賞             | 『ラストキング・オブ・スコットランド』 The Last King of Scotland | ノミネート |
| ヨーロッパ映画賞      | 2008 | 最優秀男優賞             | 『つぐない』 Atonement                                           | ノミネート |